# Etelka Kenéz Heka
Etelka Kenéz Heka (Gajić, 26. listopada 1936. – ?, 5. svibnja 2024.) bila je mađarska haiku-pjesnica, spisateljica, književnica, autorica i pjevačica iz Hrvatske. 

## Životopis
U Zmajevcu je išla u osnovnu školu i u Monoštoru u gimnaziju. Na studij odlazi na sveučilište u Novi Sad gdje diplomira na Učiteljskom fakultetu na mađarskom nastavnom jeziku u Subotici.
 Etelka Kenéz Heka je pra-tetka Ladislava Heke, muža Ildikó Szondi.
Reljef slavnog romskog vođe Bele Czutora na fasadi Crnog orla u Vašrelju, t.j. spomen-ploču, Vašrelju su dali pjevačica Etelka Kenéz Heka, udovica opernog pjevača Ernea Keneza. Ploča je djelo Denesa Laurencza. Lokacija: 46.41667 s.z.š. i 20.33333 i.z.d.

## Djela
- Séta a múltban, Bába Kiadó, Szeged, 2003.
- A lélek rejtelmei, Hódmezővásárhely, 2004.
- Régi idők dalai versben, Hódmezővásárhely, 2005.
- A kozmosz titkai, hermetikus filozófia és vegyes költemények, Hódmezővásárhely, 2005.
- Kenéz Heka Etelka novellái, Hódmezővásárhely, 2006.
- Laura különös históriája, Hódmezővásárhely, 2007.
- Trubadúr spirituálék, Hódmezővásárhely, 2007.
- Őszi szerelem: lírikus költemények, Hódmezővásárhely, 2007.
- Istar, a szerelem úrnője: válogatott költemények 50 kötetből, Antológia Kiadó, Lakitelek, 2008.
- Kína varázsa: kínai versek, Hódmezővásárhely, 2008.
- Vásárhelyi regős tanyák, Hódmezővásárhely, 2009.
- Varázslatos Adria, Hódmezővásárhely, 2009.
- A teremtés költészete szanszkrit stílusban, Hódmezővásárhely, 2009.
- Istennel levelezem: szakrális ódák, költemények, Hódmezővásárhely, 2010.
- A szellem bűvöletében, Hódmezővásárhely, 2015.
- 1050 karácsonyi haiku ének, Hódmezővásárhely, 2015. (mađ.)